# کبک ویتنام
کبک ویتنام (نام علمی: Arborophila merlini) نام یک گونه از سرده کبک‌های تپه است.